# Coloeus monedula
La grajilla occidental (Coloeus monedula) es una especie de ave paseriforme de la familia Corvidae. Se distribuye por Europa, el occidente de Asia y África del Norte, y por lo general, es una especie sedentaria, aunque las poblaciones del norte y el oriente suelen migrar hacia el sur en el invierno. Existen cuatro subespecies reconocidas que se diferencian principalmente por la coloración del plumaje de la cabeza y la nuca. Linneo fue el primero en describir la especie, asignándola el nombre de Corvus monedula. El análisis de ADN sugiere que su pariente más cercano es la grajilla oriental (Corvus dauuricus), con la que constituye una ramificación temprana del género Corvus, considerada en la actualidad un género separado, Coloeus.
La grajilla occidental tiene una longitud de 34-39 cm, un plumaje negro con una nuca gris y el iris de un gris blanquecino característico. Es un ave gregaria y ruidosa, que vive en pequeños grupos con una compleja estructura social. Habita en tierras de cultivo, bosques abiertos, acantilados costeros y ambientes urbanos, y es un omnívoro oportunista que se alimenta de una gran variedad de invertebrados, materias vegetales, así como de los residuos de alimentos que encuentra en las zonas urbanas. Es monógama y construye sencillos nidos de ramitas en las cavidades de árboles, acantilados o edificios. La hembra pone e incuba unos cinco huevos de color azul pálido o azul verdoso con manchas marrones. Las crías abandonan el nido a las cuatro o cinco semanas. 

## Taxonomía
La grajilla occidental fue una de las especies originalmente descritas por Carl Linnaeus en su obra del siglo XVIII Systema Naturae. Debido a su supuesta afición a recoger las monedas, Linneo le dio el nombre científico de Corvus monedula, eligiendo el nombre específico mǒnēdŭla que se deriva de moneta, la raíz latina de la palabra «moneda». El género Coloeus, del griego antiguo κολοιός (koloios) para grajilla, fue creado por Peter Pallas en 1766, aunque la mayoría de las obras posteriores colocaron las dos especies de grajilla en el género Corvus.
Un estudio realizado en 2000 reveló que la distancia genética entre las grajillas y los demás miembros de Corvus era mayor que en el resto del género. Esto llevó Pamela Rasmussen a restablecer el nombre de género Coloeus en su libro Birds of South Asia (2005), un tratamiento también utilizado en una lista sistemática de 1982 en alemán por Hans Edmund Wolters. Un estudio de la filogenia de los córvidos llevado a cabo en 2007 comparó las secuencias de ADN en la región de control mitocondrial de varios córvidos. Se constató que la grajilla occidental y la grajilla oriental (C. dauuricus) del este de Rusia y China, ambos estrechamente relacionados, eran basales respecto del clado Corvus. Desde entonces el Congreso Ornitológico Internacional adoptó los nombres Coloeus monedula y Coloeus dauuricus 
en su lista oficial, quedando ambas como únicas integrantes del género Coloeus. Existen reportes de hibridación de las dos especies en el macizo de Altái, el sur de Siberia y en Mongolia, pero el análisis del ADN mitocondrial de muestras de los rangos básicos de las dos especies demuestra que son genéticamente distintas.

### Subespecies

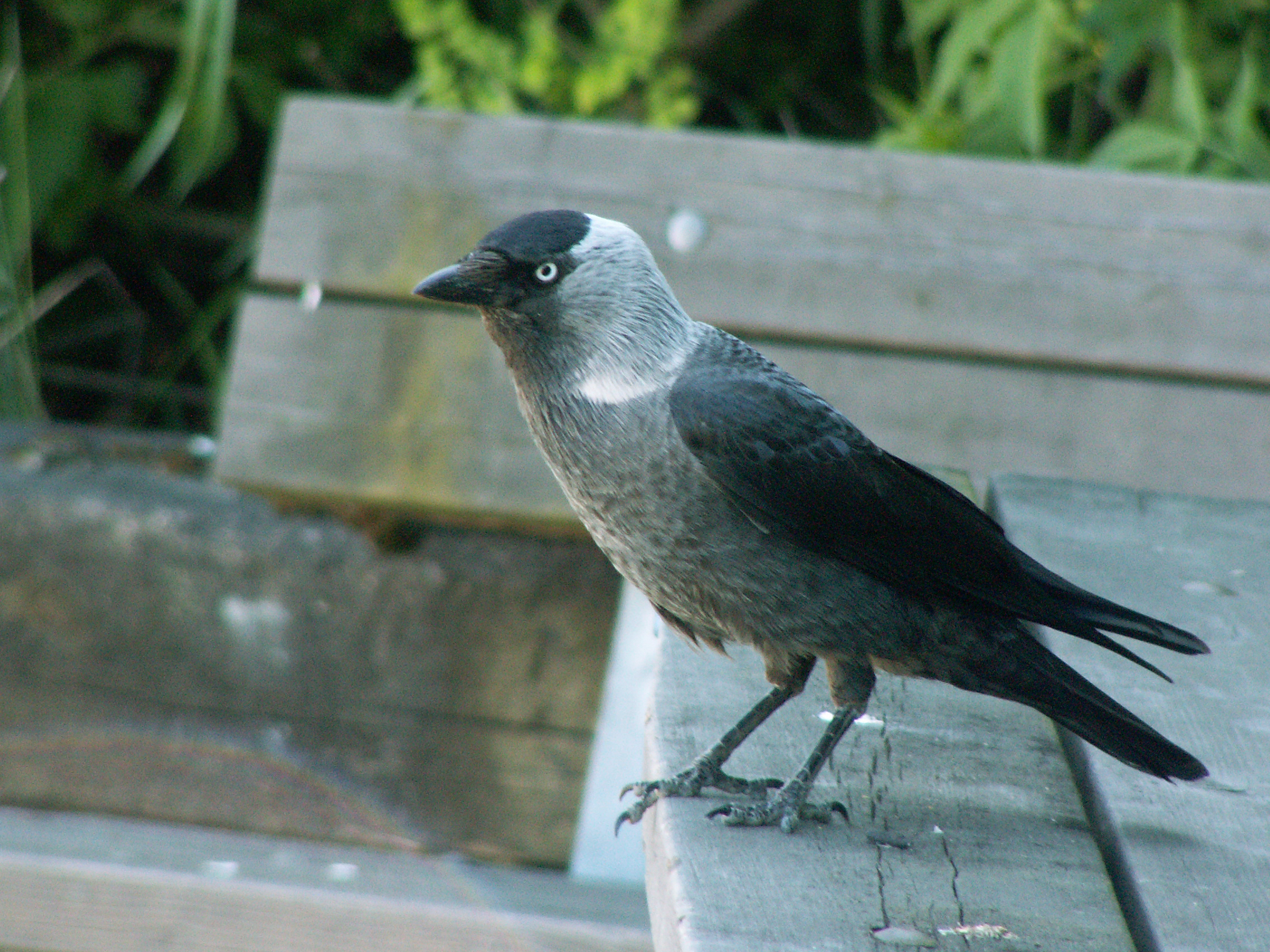
C. m. monedula en Suecia. Esta subespecie tiene parcialmente un collar blanquecino.

La grajilla occidental tiene cuatro subespecies reconocidas. Todas las subespecies europeas intergradan en las zonas donde sus poblaciones convergen. C. m. monedula intergrada en C. m. soemmerringii en una zona de transición que se extiende de Finlandia hacia el sur a través del Báltico y el este de Polonia hasta Rumania y Croacia.
- C. m. monedula (Linnaeus, 1758) - la subespecie tipo, se distribuye en el este de Europa. Su área de distribución se extiende a través de Escandinavia, desde el sur de Finlandia hacia el sur hasta Esbjerg y Haderslev en Dinamarca, por el este de Alemania y Polonia, y hacia el sur a través de Europa centro-oriental hasta los Cárpatos y el noroeste de Rumania, Vojvodina en el norte de Serbia y Eslovenia.[17] Se reproduce en el sureste de Noruega, el sur de Suecia, y en el norte y este de Dinamarca, invernando ocasionalmente en Inglaterra y Francia. También fue registrada como un raro vagabundo en España.[18] Tiene un plumaje más pálido en la nuca y los lados del cuello, una garganta oscura, y un collar parcialmente gris claro de intensidad variable.[15]

- C. m. spermologus (Vieillot, 1817 - se distribuye en Europa occidental y central, desde las islas británicas, los Países Bajos y Renania en el norte, a través del oeste de Suiza hasta Italia en el sureste, y en la península ibérica y Marruecos en el sur.[17] Pasa el invierno en las islas Canarias y Córcega. El nombre trinomial "spermologus" viene del griego σπερμολόγος, un recolector de semillas.[19] Es más oscura que las demás subespecies y carece del borde blanquecino en la base del plumaje gris de la nuca.[15]

- C. m. soemmerringii (Fischer, 1811) - se halla en el noreste de Europa y el norte y centro de Asia, desde la antigua Unión Soviética hasta el lago Baikal y el noroeste de Mongolia, y en el sur hacia Turquía, Israel y el este de los Himalayas. Sus límites suroccidentales son Serbia y el sur de Rumania.[17] Pasa el invierno en Irán y el norte de la India (Cachemira).[9] Johann Fischer von Waldheim describió este taxón como Corvus soemmerringii en 1811, destacando las diferencias relativamente a las poblaciones de Europa occidental.[20] Su nombre específico le fue dado en honor del anatomista alemán Samuel Thomas von Sömmerring.[21] Se caracteriza por tener la nuca y los lados del cuello más pálidos, creando un contraste notable entre el píleo negro y la parte gris clara del collar.[15]

- C. m. cirtensis (Rothschild y Hartert, 1912) - se halla en Marruecos y Argelia, en el noroeste de África, y anteriormente se encontraba también en Túnez.[17] El nombre específico "cirtensis" se refiere a la antigua ciudad de Cirta en Numidia. El plumaje es más opaco, y de un gris oscuro más uniforme que en las otras subespecies, y la nuca pálida es menos diferente.[15]

## Descripción

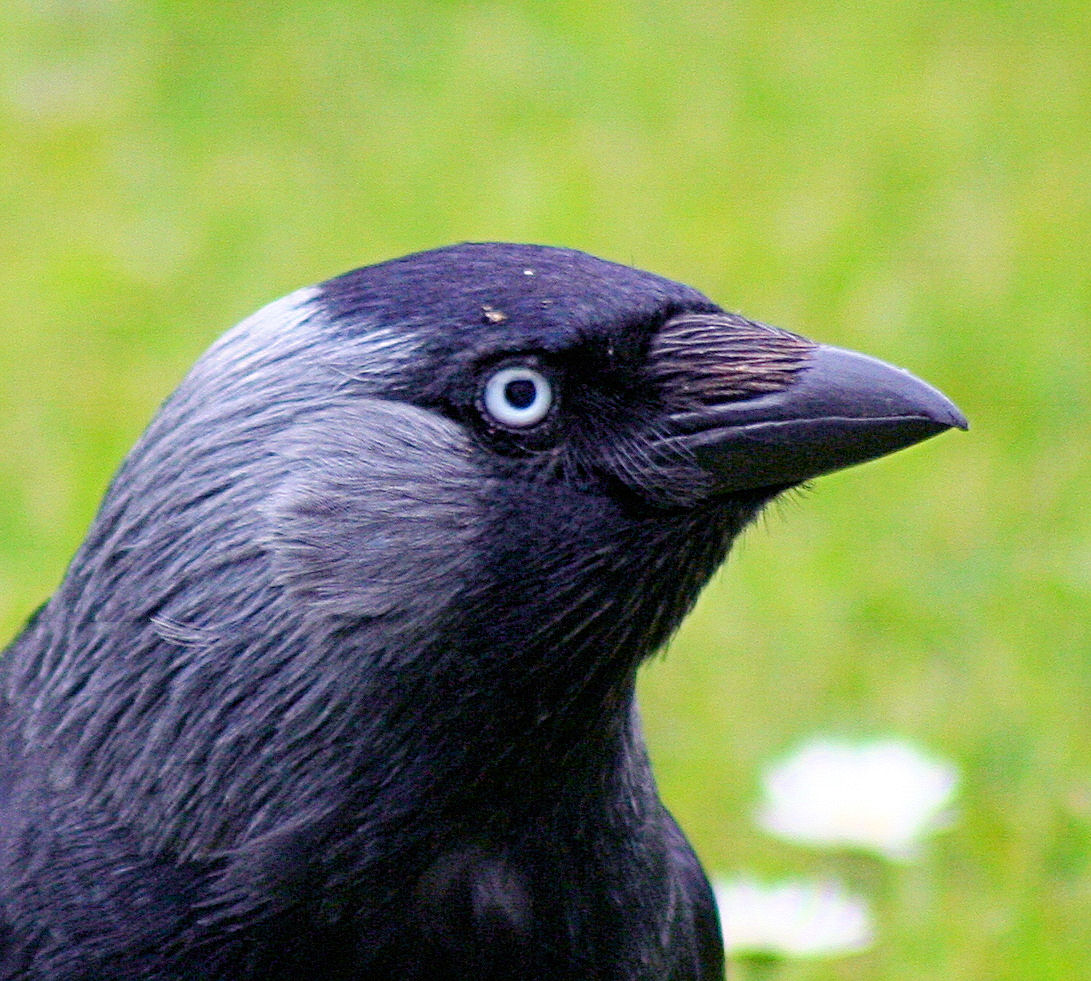
C. m. spermologus adulta en Dornoch, Escocia. Las cerdas rictales cubren gran parte del pico.

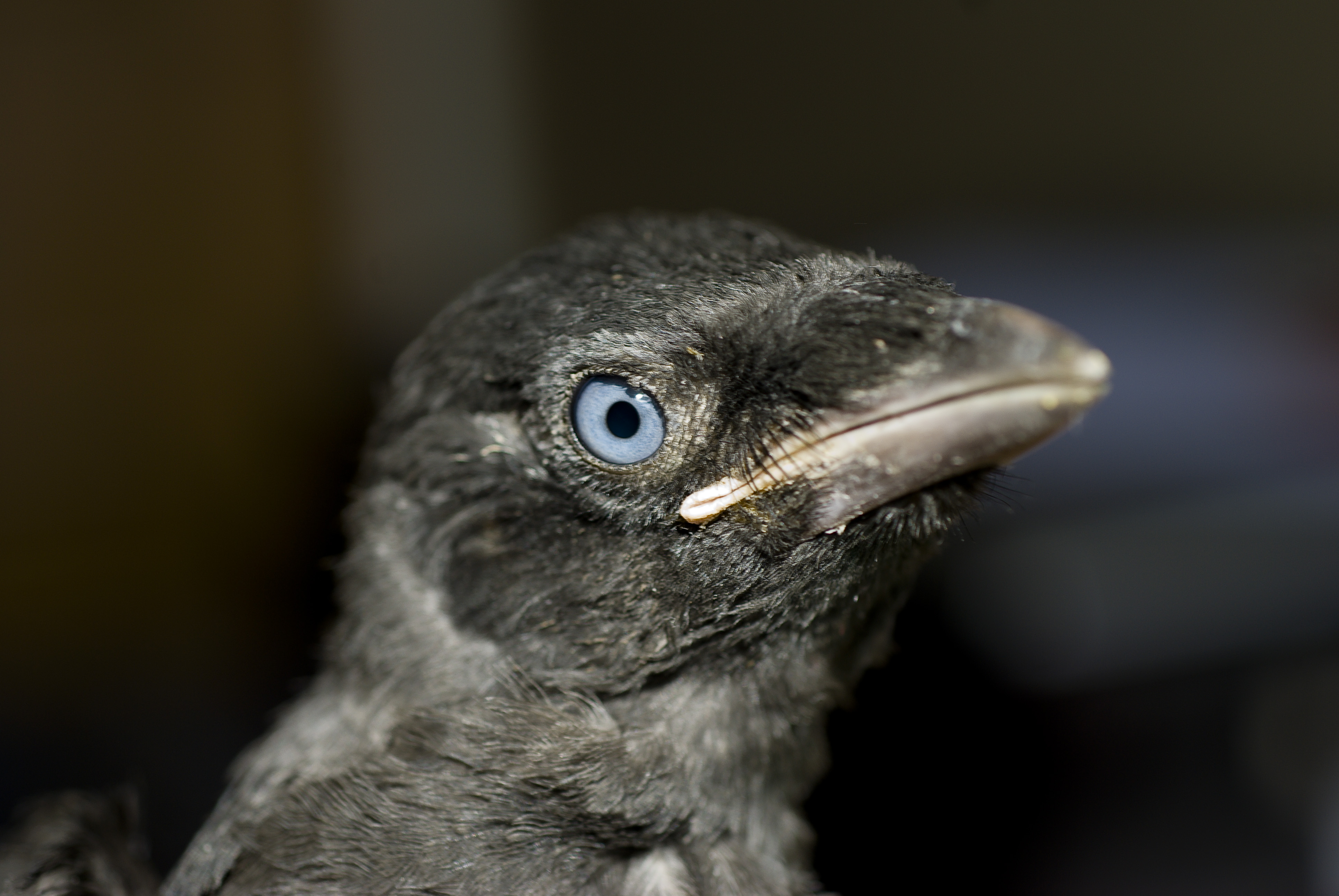
C. m. spermologus juvenil en Newcastle upon Tyne, Inglaterra.

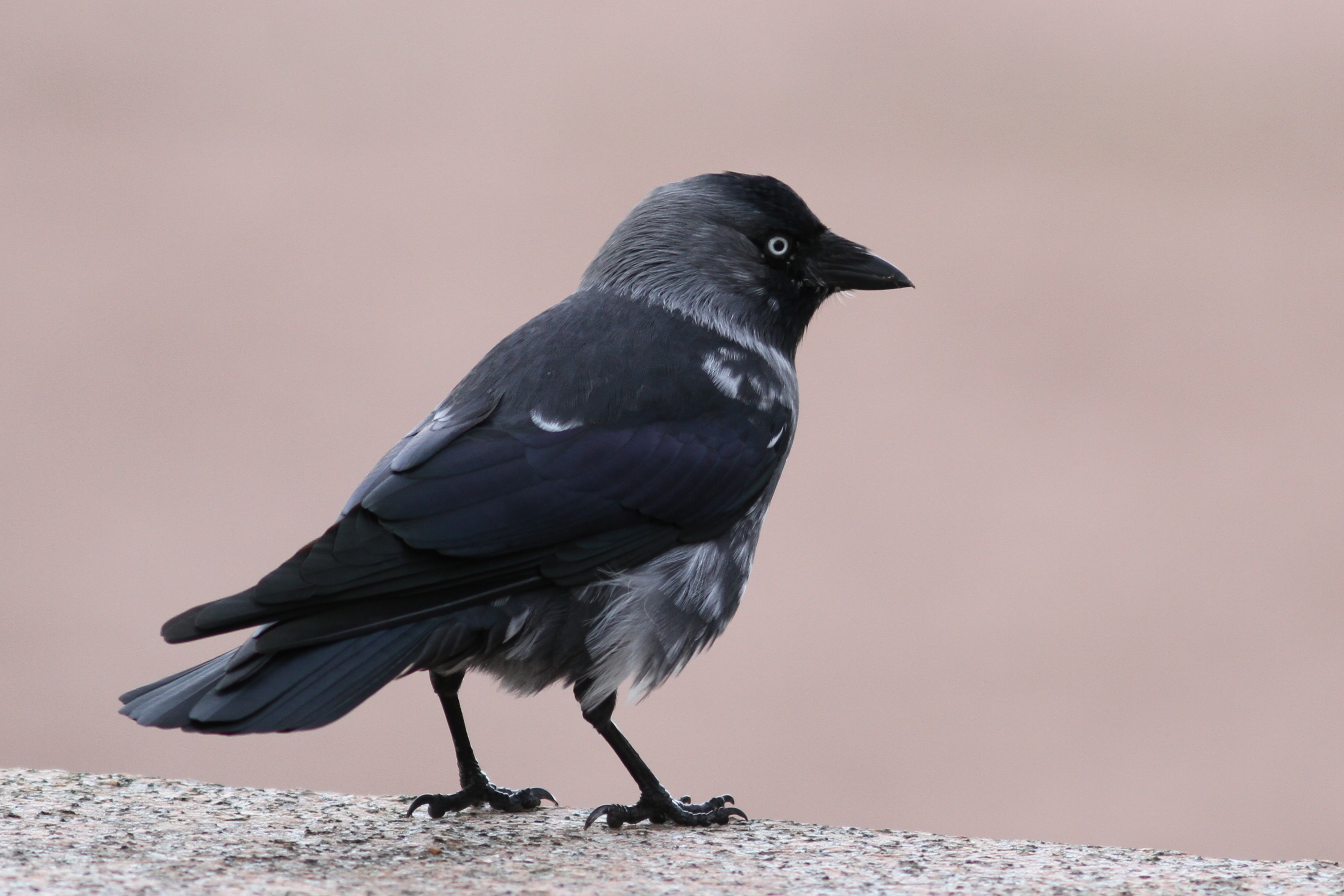
Ejemplar Leucistico con plumas blancas en el cementerio de Naantali, Finlandia.

Con una longitud de 34-39 cm, la grajilla occidental es el segundo miembro más pequeño del género Corvus. La mayor parte del plumaje es negro reluciente, con un brillo púrpura (en las subespecies monedula y spermologus) o azul (en las subespecies cirtensis y soemmerringii) en el píleo, la frente y las plumas secundarias, y un brillo verde-azul en la garganta, plumas de vuelo primarias, y la cola. Las mejillas, la nuca y el cuello son de color plata grisáceo hasta gris claro, y las partes inferiores son de color gris pizarra. Las patas son de color negro, como también el corto y robusto pico, cuya longitud es aproximadamente el 75% de la longitud del resto de la cabeza. Tiene cerdas rictales que cubren alrededor del 40% de la mandíbula superior y el 25% de la mandíbula inferior. Los iris de los adultos son de color grisáceo o blanco plateado, mientras que los de las aves juveniles son de color azul claro, convirtiéndose en marrón antes del blanqueo que se produce alrededor de la edad de un año. Ambos sexos son parecidos, aunque el plumaje de la cabeza y el cuello de los machos se desvanece más con la edad y el desgaste, especialmente justo antes de mudar. Las grajillas occidentales pasan por una muda completa entre junio y septiembre en la parte occidental de su área de distribución, y un mes más tarde en el este. El brillo púrpura del capuchón es más prominente justo después de la muda.
El plumaje de las aves inmaduras es más apagado y menos demarcado. La cabeza de las aves jóvenes es de color negro hollín, a veces con un leve brillo verdoso, y la base de las plumas es marrón; la parte posterior y lateral del cuello tiene un color gris oscuro y las partes inferiores grisáceo o negro hollín. La cola tiene plumas más estrechas con un brillo verdoso.
Existe muy poca variación geográfica en el tamaño de la especie. Las principales diferencias incluyen la presencia o ausencia de un collar blanquecina parcial en la base de la nuca, variaciones en el tono de la nuca y de las partes inferiores. Las poblaciones de Asia Central tienen las alas un poco más grandes y las poblaciones occidentales cuentan con un pico algo más robusto. El plumaje del cuerpo se vuelve más oscuro hacia el norte, en las regiones de montaña y de climas húmedos, y más claro en otros lugares. Sin embargo, la variación individual, sobre todo en los jóvenes, y también durante los meses que preceden a la muda, a menudo puede ser mayor que las diferencias geográficas.
La grajilla occidental es una voladora hábil, capaz de maniobrar en vuelo, picar y planear. Tiene un característico aleteo desigual, aunque esto no es evidente durante la migración de las aves. Experimentos en el túnel de viento mostraron que la velocidad de planeo preferida es entre 6 y 11 metros por segundo y que la envergadura disminuye en la medida que aumenta la velocidad de vuelo del ave. En el suelo la grajilla occidental tiene una postura erguida y se pavonea enérgicamente, sus patas cortas dándole un andar rápido. Se alimenta con la cabeza inclinada hacia abajo o en una posición horizontal.
Dentro de su área de distribución, la grajilla occidental es inconfundible; su pico corto y nuca gris son características distintivas. Sin embargo, desde lejos puede ser confundida con el grajo (Corvus frugilegus),  y en vuelo con la paloma o chova. En vuelo se distingue de otros córvidos por su menor tamaño, aleteo más rápido y profundo, y las puntas de alas proporcionalmente más estrechas y con menos remeras visibles. También tiene un cuello más grueso y corto, un pico mucho más corto, y frecuentemente vuela en bandadas más apretadas. Se distingue de las chovas por el color gris uniforme de la parte inferior de las alas y el color negro del pico y de las patas.  La morfología, el comportamiento y las llamadas de la grajilla occidental y la grajilla oriental, cuyos rangos se solapan en el oeste de Asia, son muy semejantes. Los adultos son fáciles de distinguir porque la grajilla oriental tiene un plumaje de varios colores. En cambio, las aves inmaduras de ambas especies se asemejan mucho más: ambas tienen un plumaje oscuro y ojos oscuros, aunque la especie oriental tiende a ser más oscura, con una nuca menos distintiva que la occidental.

### Vocalizaciones

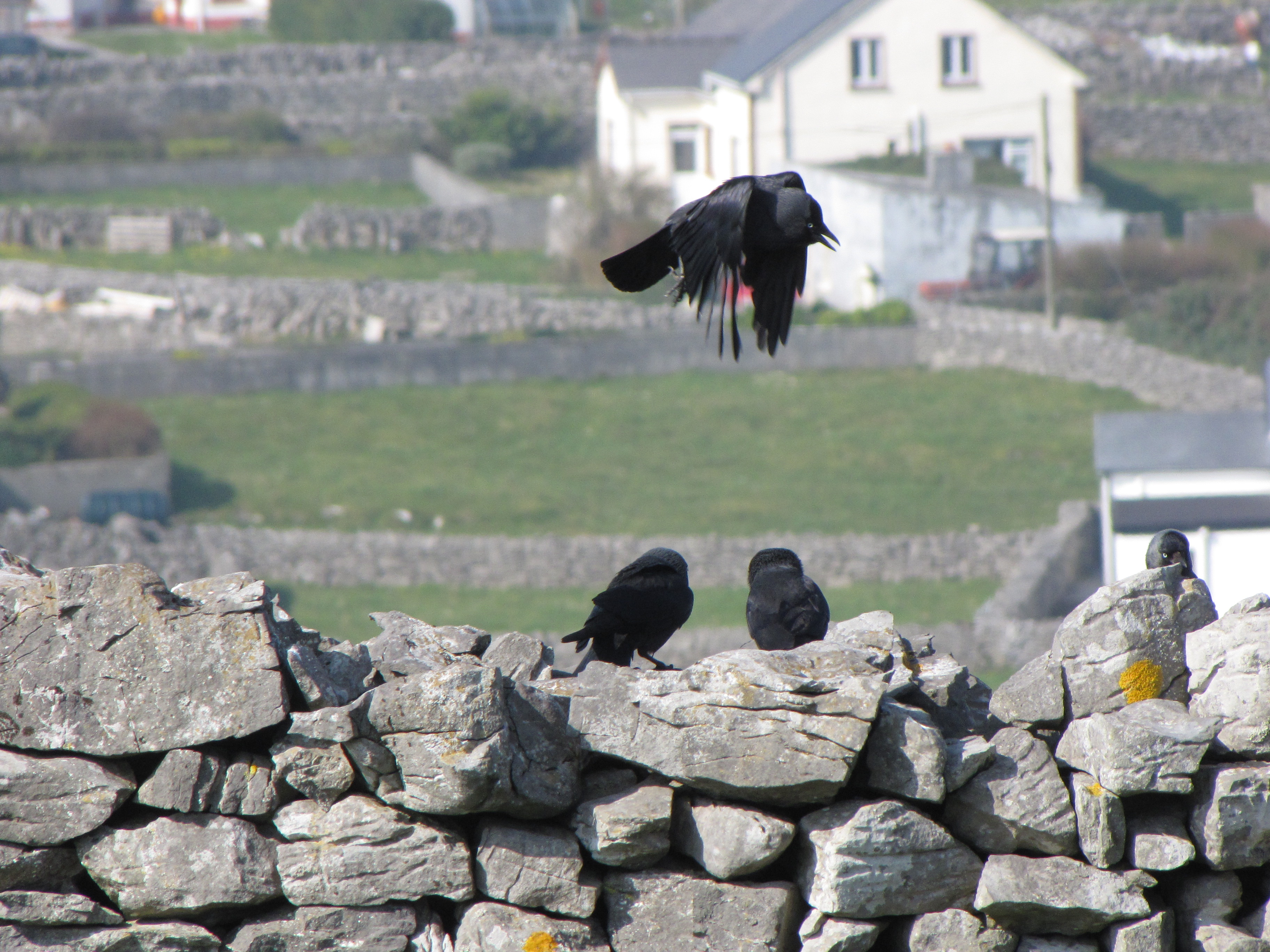
Grajilla occidental llamando en vuelo, en Inisheer, Irlanda.

La grajilla occidental es un ave que posee capacidades vocales notables. La llamada principal es la de contacto o de salutación, frecuentemente dada en vuelo, que se transcribió como un chyak-chyak o kak-kak metálico y chirriante. Una llamada de alimentación emitida por adultos para llamar a sus crías, o machos cuando ofrecen alimentos a sus parejas, se transcribió como kiaw o kyow. Las hembras, en cambio, dan una versión más elaborada de la llamada —transcrito como kyaay, tchaayk o giaaaa— cuando mendigan comida de los machos. Bandadas de aves posadas a menudo charlan, y antes de instalarse en los dormideros por la noche, las grandes bandadas suelen producir un ruido de cacareo. La grajilla occidental también produce un aviso de alarma áspero y elongado, arrrrr o kaaaarr, que se utiliza para advertir la presencia de depredadores o para hostigarlos. Los pichones comienzan a emitir un suave cheep desde la edad de aproximadamente una semana. Su voz se vuelve más fuerte a medida que crecen, hasta convertirse en un chillido penetrante alrededor de los 18 días de edad. Después, la voz se profundiza y se suaviza. Desde la edad de 25 días, los pichones paran de llamar y se quedan silenciosos si oyen algún ruido extraño. La grajilla occidental tiene una buena capacidad de imitar la voz humana, aunque por lo general su vocabulario se limita a unas pocas palabras o frases.

## Distribución y hábitat
El área de distribución de la grajilla occidental se extiende desde el noroeste de África por toda Europa excepto el extremo norte, y hacia el este por Asia Central hasta los Himalayas orientales y el lago Baikal. En el oriente se distribuye a lo largo de Turquía, el Cáucaso, Irán, Irak, Afganistán, Pakistán, y el noroeste de India. Es regionalmente extinto en Malta y Túnez. Tiene una amplia distribución con una extensión global estimada de entre 1 millón y 10 millones de kilómetros cuadrados, y una larga población global, que solo en Europa se estima entre 15,6 y 45 millones.  Los censos de las poblaciones de aves que se llevaron a cabo en las tierras altas marginales de Gran Bretaña mostraron un crecimiento considerable de la población de grajillas occidentales entre los años 1970 y 2010, aunque este aumento puede estar relacionado con la recuperación de períodos anteriores cuando fueron considerados plagas. Se estima que la población del Reino Unido alcanzó 2,5 millones de aves en 1998, frente a 780.000 en 1970.

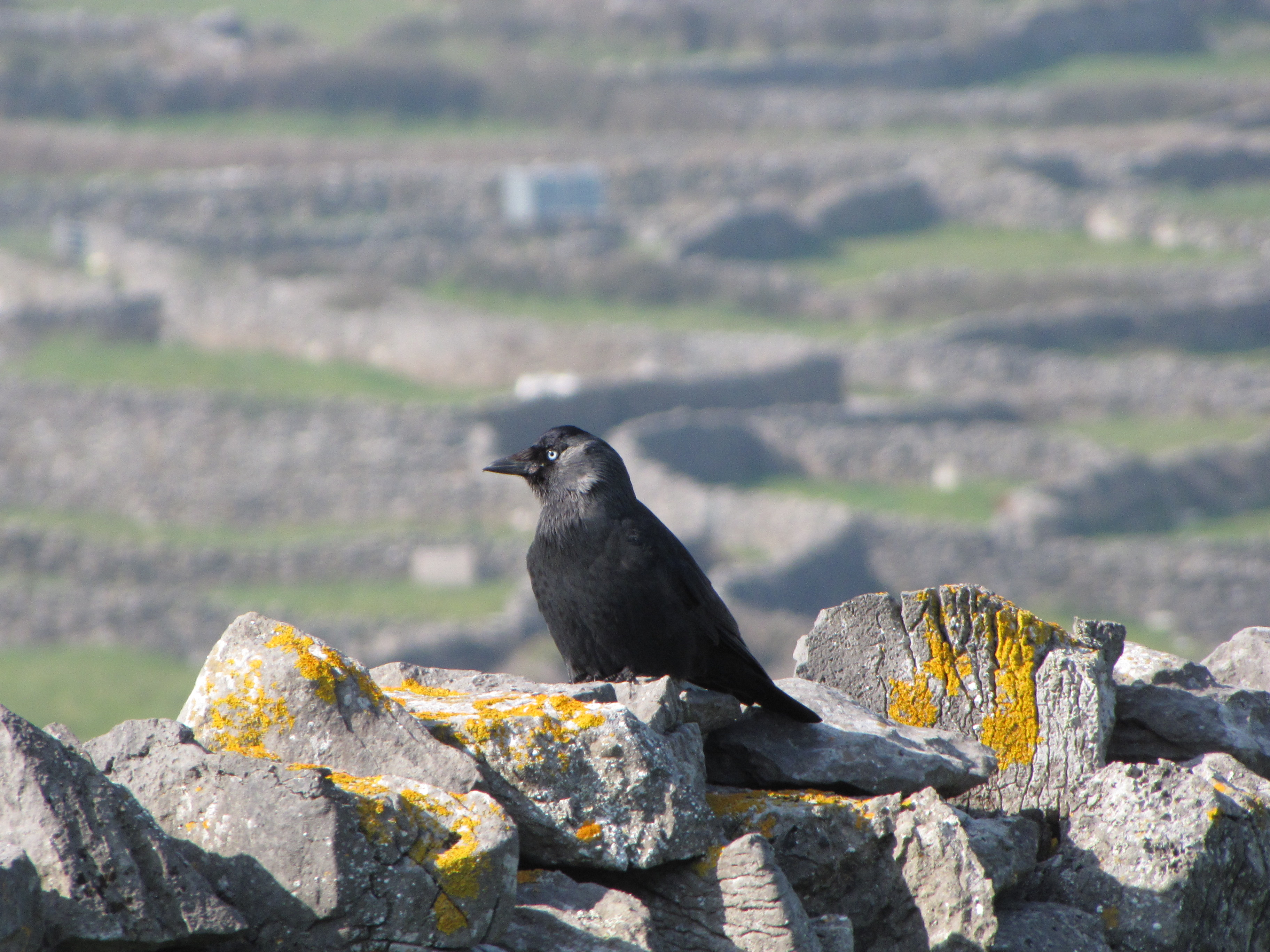
Una grajilla occidental en Inisheer, Irlanda.

La mayoría de las poblaciones son residentes, pero las del norte y del este suelen migrar hacia zonas de invernada entre septiembre y noviembre, y regresan entre febrero y principios de mayo. Su rango se expande hacia el norte en Rusia hasta Siberia durante el verano, y se retrae en el invierno. Son vagabundos en las islas Feroe, sobre todo en el invierno y la primavera, y de vez en cuando en Islandia. En otros lugares, las grajillas occidentales se reúnen durante el invierno en el valle del Ural en el noroeste de Kazajistán, el norte del Caspio, y la región de Tian Shan en el oeste de China. Son invernantes en el valle de Quetta en el oeste de Pakistán, y son vagabundos invernales en Líbano, donde fueron registrados por primera vez en 1962. En Siria son vagabundos invernales y raramente residentes que se reproducen en este país. La subespecie soemmerringii se distribuye en el centro-sur de Siberia y el extremo noroeste de China, e incidentalmente en Hokkaido, Japón. Un pequeño número de grajillas occidentales llegó en el noreste de América del Norte en la década de 1980 y a partir de entonces fueron registrados desde las provincias atlánticas de Canadá hasta Pensilvania. También fueron registrados como vagabundos en Gibraltar, Mauritania y San Pedro y Miquelón, y uno fue señalado en Egipto.
El hábitat de la grajilla occidental se compone de estepas con arboladas, pastos, tierras de cultivo, acantilados costeros y zonas urbanas. Prospera cuando se despeja áreas boscosas para convertirlas en campos y áreas abiertas. Prefiere hábitats con una mezcla de grandes árboles, edificios y terrenos abiertos; deja los campos abiertos al grajo, y las zonas más boscosas al arrendajo (Garrulus glandarius). Una parte de las grajillas occidentales pasan el invierno en los parques urbanos, como también lo hacen otros córvidos como el grajo, el cuervo común (C. corax), y la corneja gris (C. cornix); las poblaciones que fueron medidas en tres parques urbanos de Varsovia muestran incrementos de octubre a diciembre, posiblemente debido a las grajillas occidentales que emigran allí desde las zonas más al norte. Los mismos datos de Varsovia, recogidos desde 1977 hasta 2003, muestran que la población de grajillas occidentales que invernan se había multiplicado por cuatro. Se desconoce la causa del aumento, pero es posible que una reducción en el número de grajos haya beneficiado a la población local de la especie, o los grajos invernantes en Bielorrusia pueden haber causado el traslado de las grajillas occidentales hacia Varsovia.

## Comportamiento

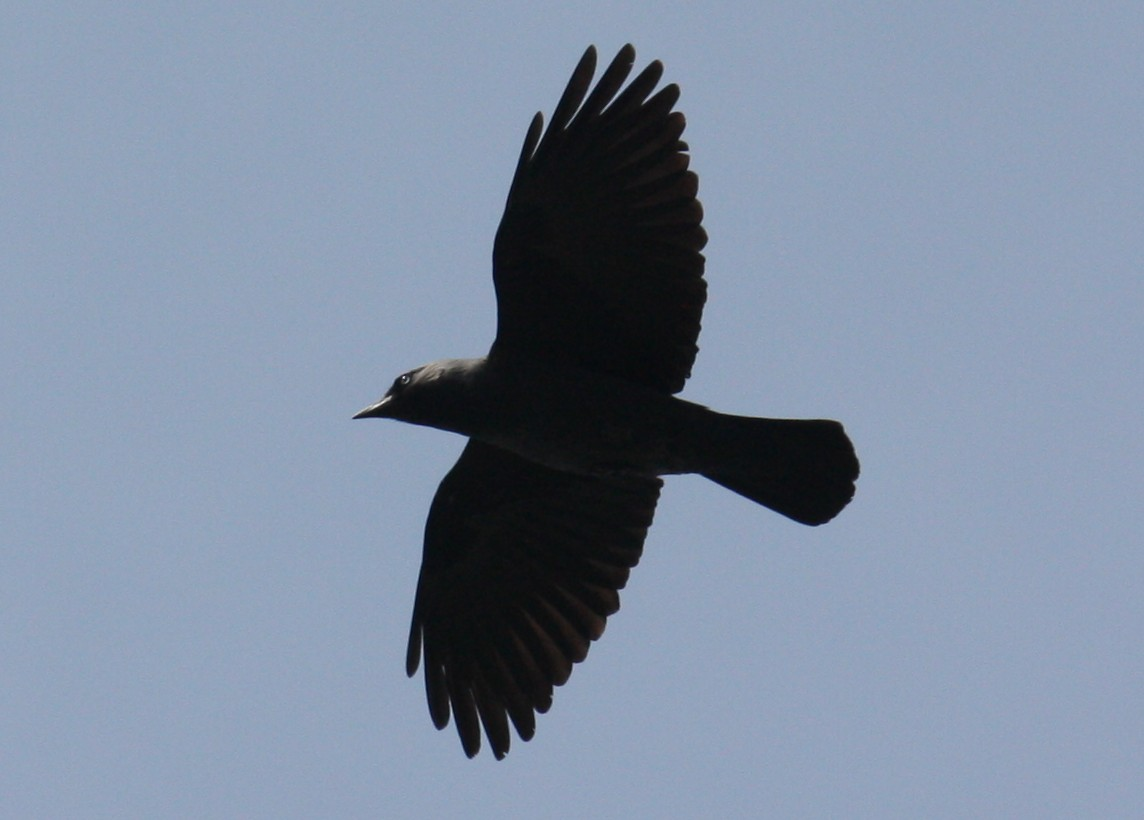
Una grajilla occidental en vuelo.

Aunque generalmente desconfían de los seres humanos en el campo y los bosques, las grajillas occidentales son mucho menos cautelosas en las zonas urbanas. Al igual que las urracas, tienen la fama de recoger objetos brillantes, como joyas, para acumularlos en sus nidos. John Gay, en su obra La ópera del vagabundo, señala que «Un sujeto codicioso, como una grajilla, roba lo que nunca fue hecho para disfrutar, por el bien de ocultarlo». La obra The Expedition of Humphry Clinker de Tobias Smollett incluye una difamación mordaz que dice: «Es ingrato como un cerdo, codicioso como un buitre, y ladrón como una grajilla».

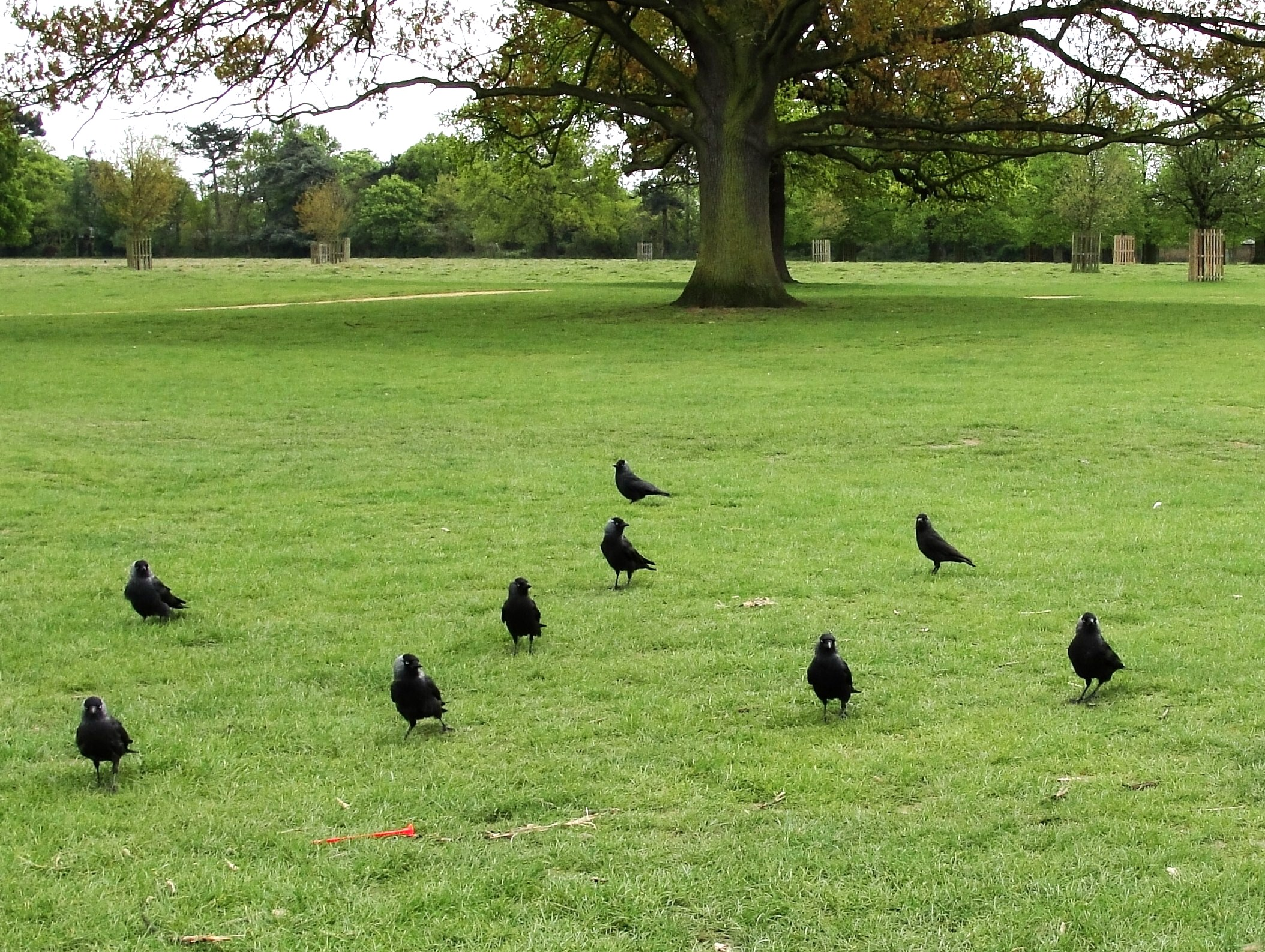
Un grupo familiar en Bushy Park, Londres.

Como son altamente gregarias, las grajillas occidentales generalmente forman bandadas de distintos tamaños, y las parejas, que se establecen de por vida, suelen permanecer juntos en estas bandadas. El tamaño de las bandadas aumenta en el otoño y al atardecer cuando las aves se reúnen en dormideros comunales, donde pueden reunirse hasta miles de aves. En Uppsala, Suecia, se registraron 40.000 grajillas occidentales en un solo dormidero invernal, donde las parejas suelen quedarse juntos cuando se instalan por la noche. Frecuentemente se reúnen con cornejas cenicientas o grajos, este último particularmente durante la migración o en los dormideros. Existen registros de que buscan alimentos junto con el estornino pinto (Sturnus vulgaris), el avefría europea (Vanellus vanellus), y la gaviota cana (Larus canus) en el noroeste de Inglaterra. Las bandadas son depredados de manera coordinada por parejas de halcones borní (Falco biarmicus), aunque las bandadas más grandes pueden eludir a los depredadores. Grajillas occidentales a veces hostigan y ahuyentan a áves de mayor tamaño que ellas, como la urraca común, el cuervo común, o el alimoche común (Neophron percnopterus); una de las grajillas emite una llamada de alarma que alerta a sus congéneres que se reúnen para atacar en grupo. Ocasionalmente, una grajilla occidental enferma o lesionada es atacada hasta que muere.
Las grajillas son aves inquietas y juguetonas y entre las demostraciones lúdicas más comunes se encuentran las acrobacias aéreas. Las aves a menudo realizan caídas rápidas inclinándose a un lado e incluso giran sobre sí mismas, aparentemente por puro placer. Estos vuelos acrobáticos se realizan con mayor frecuencia desde lugares altos y amplios como los cortados rocosos y pueden servir a las aves jóvenes para perfeccionar sus habilidades. 
En su libro El anillo del rey Salomón (King Solomon's Ring), Konrad Lorenz describió y analizó las complejas interacciones sociales en una bandada de grajillas occidentales, criadas por él mismo, en los alrededores de su casa en Altenberg, Austria. Para identificarlas, colocó anillos en las patas y las enjauló en el invierno para impedir su migración anual fuera de Austria. Descubrió que las aves tienen una estructura de grupo jerárquica lineal, en la cual los individuos de más alto rango dominan las aves de menor rango y las parejas comparten el mismo rango. Los machos jóvenes establecen su posición social individual antes de emparejar con las hembras. Tras el emparejamiento, la hembra asume la misma posición social que su pareja. Las hembras no emparejadas son los miembros más bajos de la jerarquía, y son los últimos en tener acceso a alimentos y abrigo. Lorenz observó un caso en el que un macho ausente durante las luchas de dominancia y emparejamiento, regresó a la bandada, se convirtió en el macho dominante, y eligió una de las dos hembras no emparejadas como pareja. Esta hembra inmediatamente asumió una posición dominante en la jerarquía social y lo demostró picoteando a otros. Según Lorenz, el factor más significativo en el comportamiento social es la comprensión inmediata e intuitiva de la nueva jerarquía por cada uno de los miembros de la bandada.
Las grajillas criadas a mano de forma aislada se apegan a sus cuidadores y otras personas del ambiente cercano a las que reconocen individualmente. Rápidamente aprenden a seguirlos allá donde vayan (incluso en largos recorridos como excursiones por el campo) si se encuentran en semilibertad. Les encanta ser acicaladas en la nuca, cuyas plumas erizan a manera de petición (no obstante son bastante irritables y pican si no les apetece o no les gusta). También disfrutan volando, bañándose y manipulando objetos (aunque no los esconden como las urracas). El problema es que son muy curiosas y confiadas y no tienen una reacción instintiva de miedo a la mayoría de los peligros. Además, dada su condición gregaria, se acercan frecuentemente a desconocidos y rápidamente cogen confianza con ellos. Aproximadamente al año de edad cambia este carácter y se vuelven neófobas, por lo que se ponen nerviosas y huyen ante ambientes, animales, objetos o situaciones desconocidas. No obstante pueden continuar ligadas al lugar y las personas con las que se criaron en la edad adulta. Dada su inteligencia, aprenden fácilmente ubicaciones, rutinas y actividades sencillas como subir al hombro, tocar a la ventana, pedir algo o entrar y salir de una jaula a comer. Cuando se encuentran solas llaman insistentemente para establecer contacto con sus compañeros humanos. También pueden aprender algunas palabras u otros sonidos con los que sustituyen las voces de contacto naturales. Su longevidad puede ser de más de dos décadas (muy superior a la media de las grajillas salvajes).

### Formas de demostración social
La jerarquía social en las bandadas se determina a través de la suplantación, la lucha, y el comportamiento agonístico. En la «postura pico arriba», la grajilla occidental inclina el pico y la cabeza hacia arriba y alisa su plumaje. Indicando tanto apaciguamiento como asertividad, la postura se utiliza por las aves que deseen entrar en bandadas de alimentación. La «postura pico abajo» es un comportamiento agonístico común en el cual el ave baja el pico y erige las plumas de la nuca y cabeza, y a veces levanta ligeramente las alas. Las grajillas occidentales a menudo se enfrentan con esta postura hasta que uno retrocede o hasta que se produce una pelea. En la «postura agonística hacia delante» el ave mantiene su cuerpo en posición horizontal y lanza sus cabeza hacia delante. En las versiones más intensas, el pájaro riza sus plumas y expande o levanta la cola y las alas. Este extremo se ve cuando se enfrentan por nidos o hembras. En la «postura defensiva-amenazante» el ave baja la cabeza y el pico, expande la cola y erige las plumas. La «suplantación» es donde un áve se mueve y desplaza a otra de una de percha. El otro pájaro generalmente se retira sin recurrir a una pelea. Cuando se pelean, las grajillas occidentales suelen lanzarse sobre el adversario con los pies primero, sobre lo cual luchan con los pies entrelazados, picoteando el uno al otro. Los demás se reúnen y llaman ruidosamente.
La grajilla occidental invita su pareja a acicalarla mostrando su nuca y erizando las plumas de la cabeza. Las aves acicalan principalmente la cabeza y el cuello del otro. El acicalado mutuo es un comportamiento que casi siempre se practica entre las aves que forman una pareja.

### Alimentación

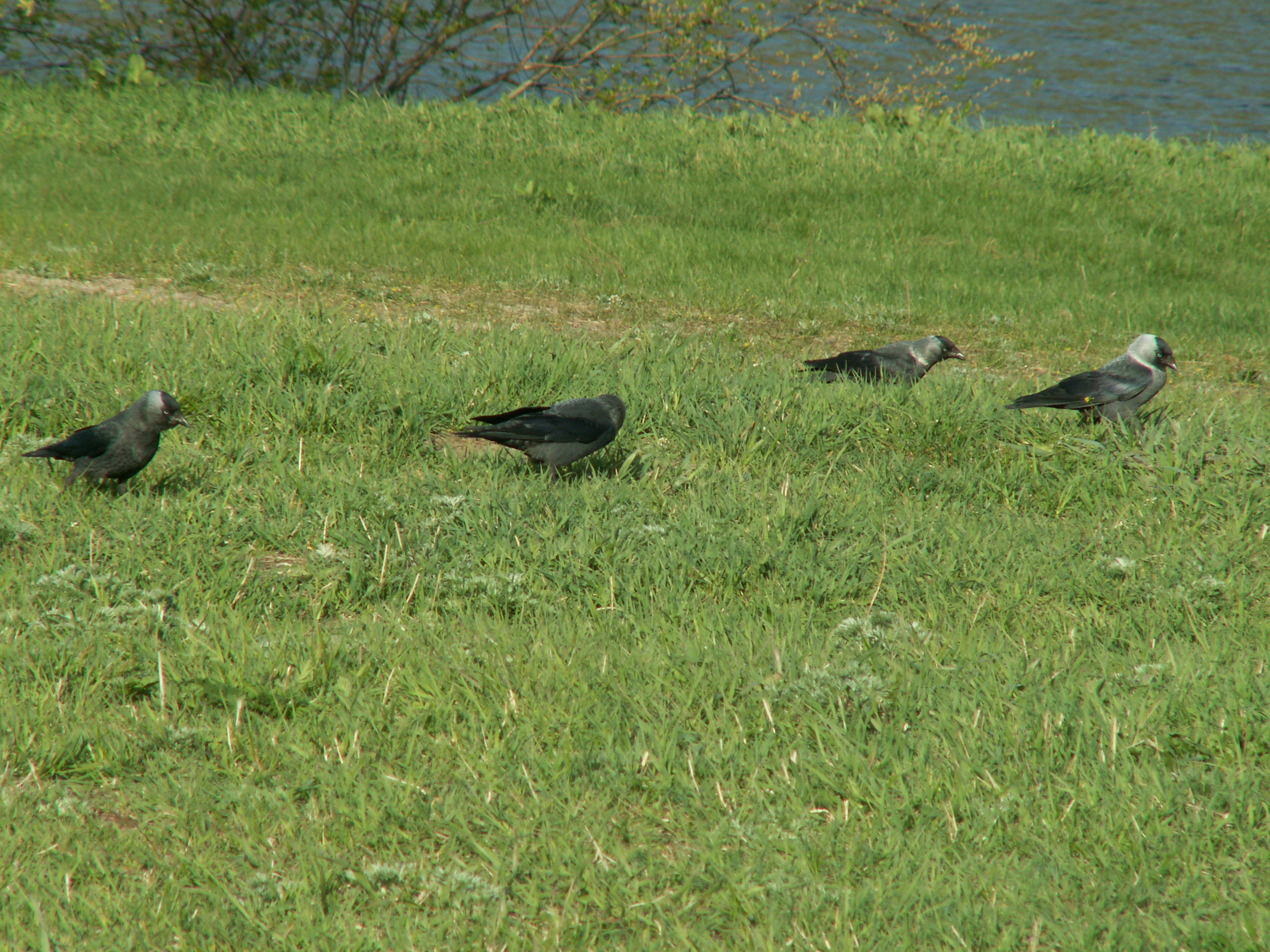
C. m. soemmerringii, buscando alimentos en los pastos en Rusia.

Busca alimentos principalmente en el suelo en zonas abiertas y en cierta medida en los árboles. También visita los basureros, cubos de basura, calles y jardines, más a menudo temprano en la mañana cuando es más tranquilo. Utiliza varios métodos de alimentación, como saltar, picotear, voltar y disperasar terrones, sondear el suelo, y de vez en cuando excavar el suelo. Las moscas alrededor de los estiercoles de vaca se capturan saltando desde el suelo, o a veces lanzándose verticalmente desde unos pocos metros sobre la palmadita de la vaca. Normalmente no extrae las lombrices del suelo, sino las recoge del suelo recién arado.  Monta sobre las espaldas de ovejas y otros mamíferos, en busca de garrapatas y para recoger lana o pelo para su nido, y suele atrapar hormigas voladoras en vuelo. En comparación con otros córvidos, la grajilla occidental pasa más tiempo explorando y voltando objetos con su pico; también tiene un pico más recto y menos curvado hacia abajo, así como una visión binocular aumentada que es ventajosa para su estrategia de alimentación.
Suele alimentarse de pequeños invertebrados de hasta 18 mm de longitud, que se encuentran por encima del suelo, incluyendo varias especies de escarabajo (en particular los coleópteros del género Melolontha, y las  larvas y pupas de gorgojos.), especies de Diptera, y Lepidoptera, así como caracoles y arañas. Ocasionalmente come pequeños roedores, murciélagos, los huevos y los polluelos de aves, y carroña, por ejemplo de animales atropellados. También consume materia vegetal, incluyendo granos de granja (cebada, trigo y avena), las semillas de hierba, bayas de saúco, bellotas, y diversas frutas cultivadas. El examen de las mollejas de grajillas occidentales cazados en Chipre durante la primavera y el verano reveló una dieta compuesta de cereales (principalmente trigo) e insectos (sobre todo cigarras y escarabajos). En promedio la dieta se compone de 84% de material vegetal, excepto durante la cría, cuando los insectos son la principal fuente de alimento. Un estudio que se llevó a cabo en el sur de España y que examinó los gránulos del grajo occidental, descubrió que contienen cantidades significativas de fragmentos de silicio y calcio que ayudan en la digestión de los alimentos de origen vegetal y para el suministro de calcio.
Es un áve oportunista y altamente adaptable que varía su dieta notablemente dependiendo de las fuentes de alimentos disponibles. Existen registros de que comió los huevos y polluelos de la alondra común (Alauda arvensis), pardela pichoneta (Puffinus puffinus), alca común (Alca torda), arao común (Uria aalge), garza real (Ardea cinerea), paloma bravía (Columba livia), y tórtola turca (Streptopelia decaocto).  Un estudio de campo llevado a cabo en un gran basurero en las afueras de León en el noroeste de España, mostró que las grajillas occidentales suelen alimentarse allí temprano en la mañana y al atardecer, y que participan en algún grado de cleptoparasitismo. Existen informes de que el halcón sacre (Falco cherrug) robó alimentos de las grajillas occidentales sentadas en las líneas de alta tensión en Vojvodina en Serbia.
Las grajillas occidentales practican el reparto activo de alimentos —donde la iniciativa para la transferencia reside con el donante— con un número de individuos, independientemente de su sexo o parentesco. También suelen compartir más de un alimento preferido que de un alimento menos preferido. Para la mayoría de las aves, la entrega activa de alimentos se sitúa principalmente en el ámbito de la atención parental y del cortejo. Las grajillas occidentales muestran niveles de entrega activa mucho más altos que los que fueron documentados para otras especies, incluyendo los chimpancés. Aunque no se conoce por completo la función de este comportamiento, se concluyó que no tiene relación con la nutrición, y que parece compatible con la hipótesis del mutualismo, la reciprocidad y la evasión de hostigamiento. Se sugirió también que la entrega de comida puede ser motivado por la mejora de prestigio.

### Reproducción

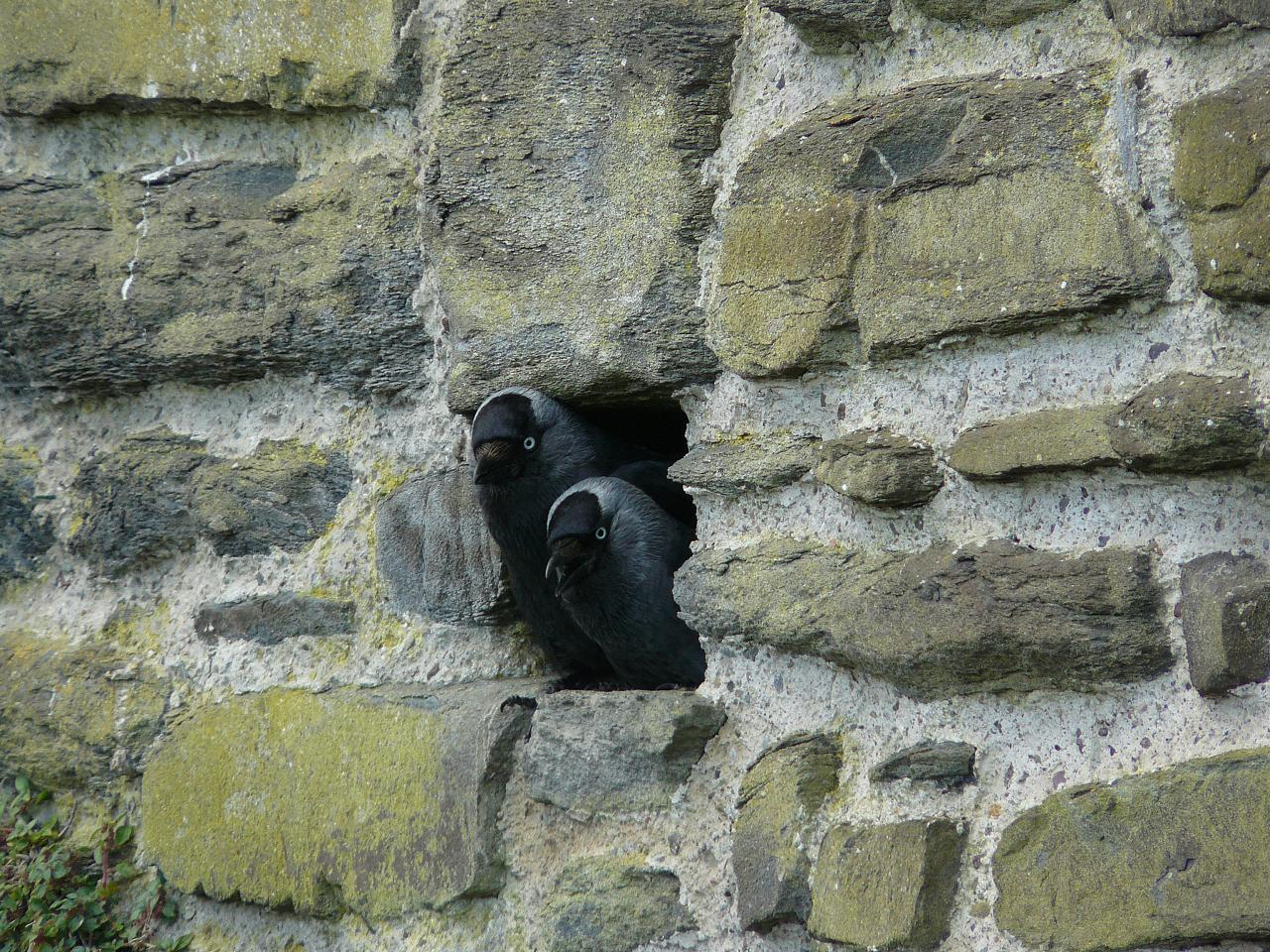
Ocupando un orificio en una pared del Castillo de Conwy, Gales.

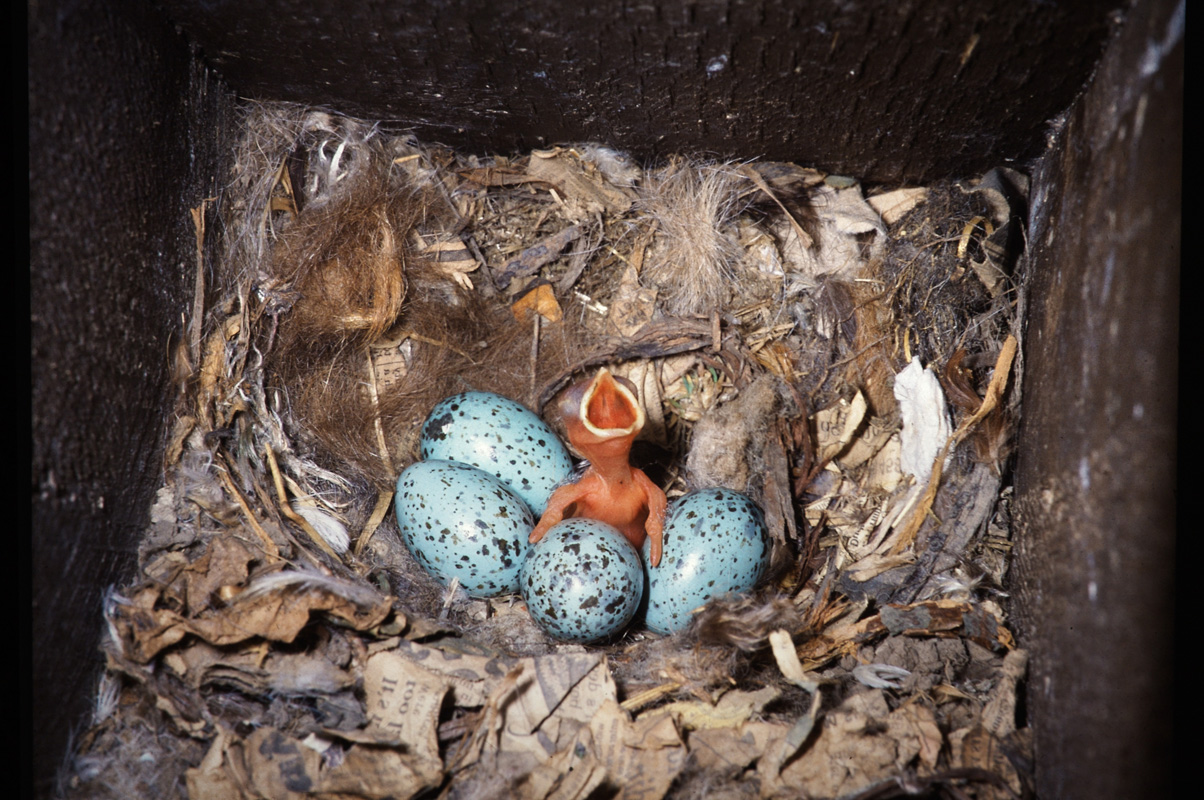
Nido con huevos y un polluelo.

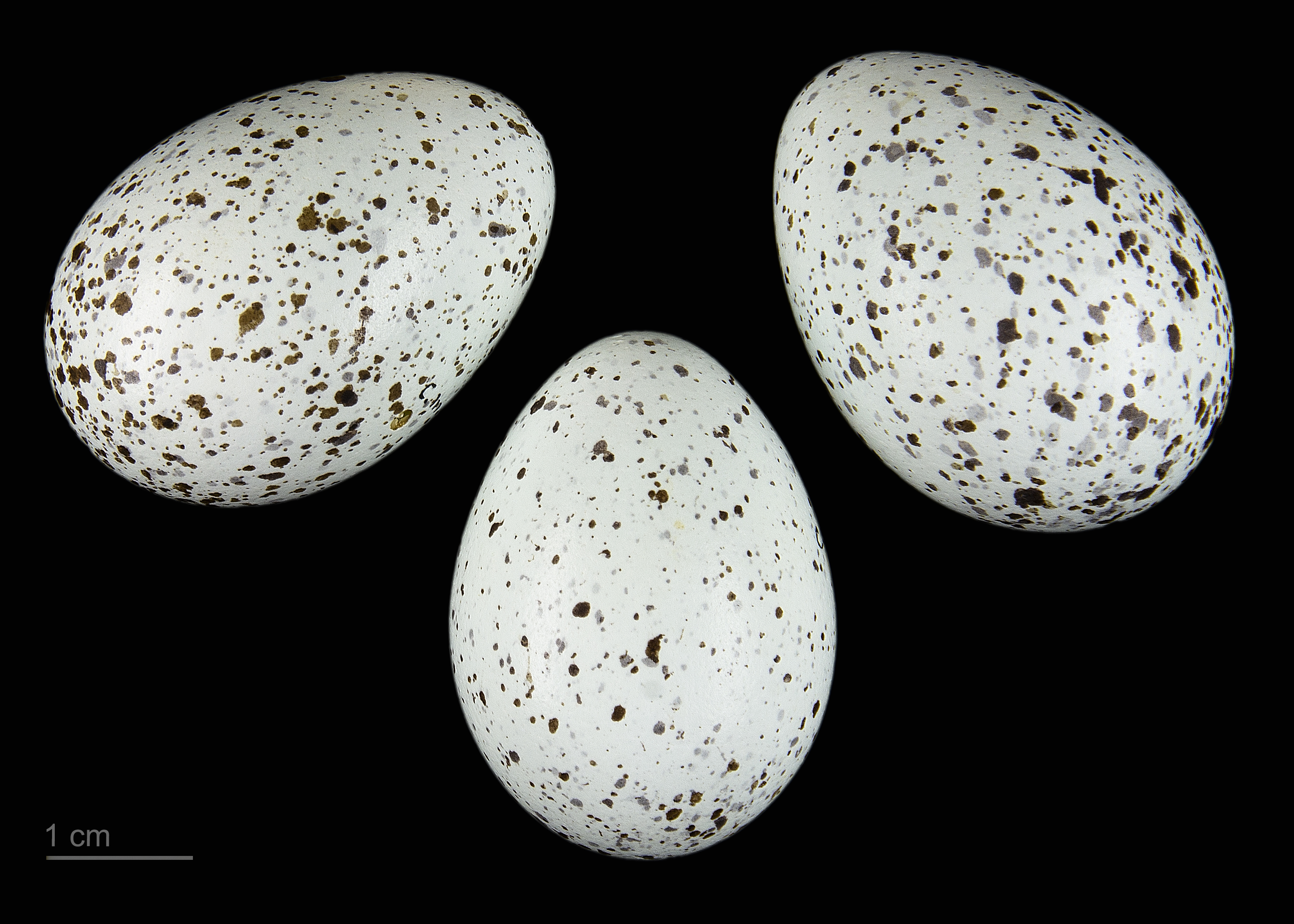
Coloeus monedula - MHNT

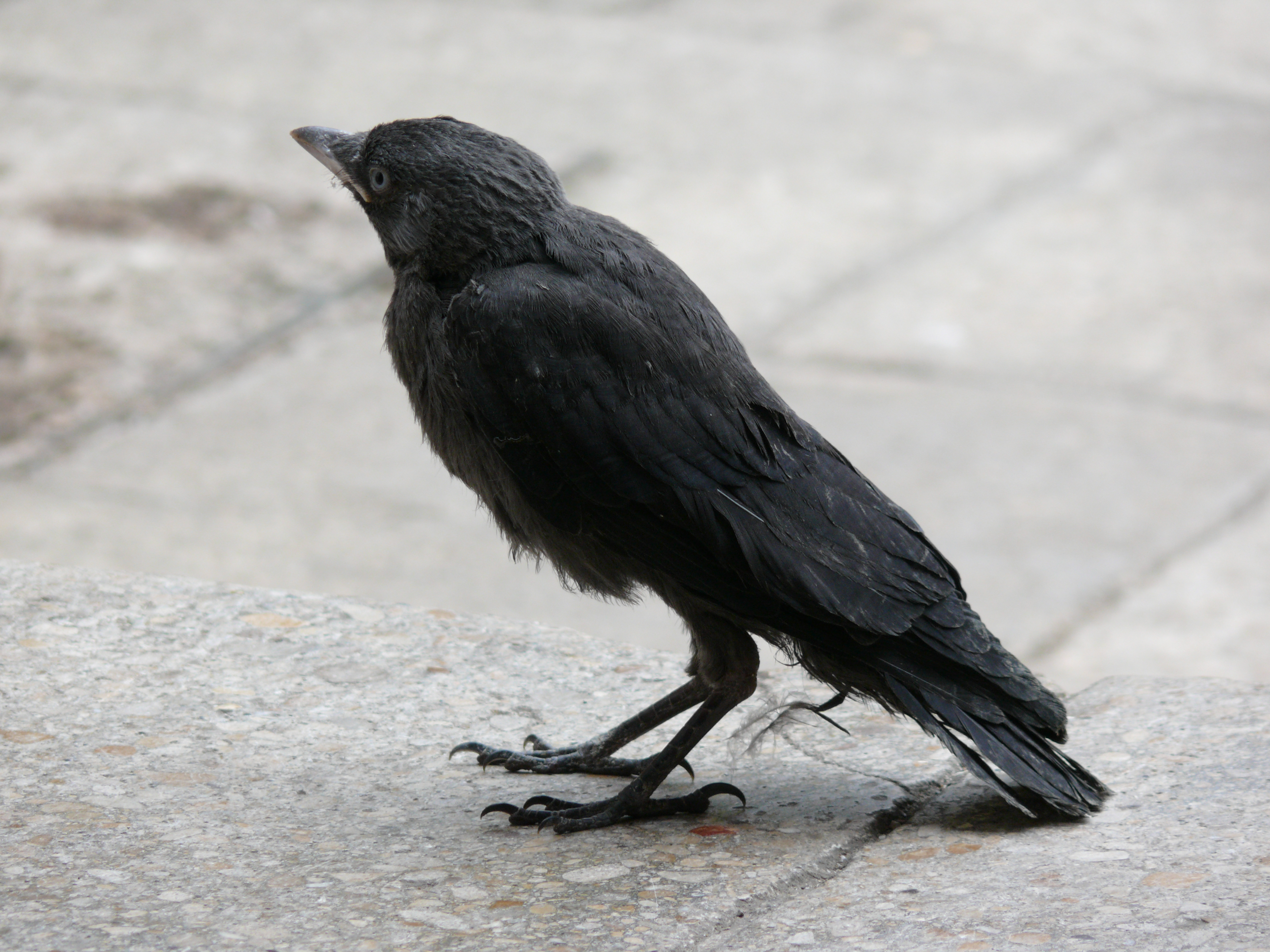
Pollo de C. m. spermologus en el sur de Inglaterra.

Alcanza la madurez sexual en el segundo año. El análisis genético de parejas y crías no muestra evidencia de cópulas extrapareja, y existe poca evidencia de separación de parejas, incluso después de varias instancias de fracaso reproductivo. Aunque algunas parejas se separan en los primeros meses del emparejamiento, casi todas las parejas que alcanzan los seis meses siguen juntos de por vida. Las aves viudas o separadas a menudo se ven expulsadas de sus nidos o territorios e son incapaces de criar las nidadas solas.
Las grajillas occidentales suelen criar en colonias, y las parejas colaboran para encontrar un sitio de anidación adecuado, que luego protegen contra otras parejas y depredadores durante la mayor parte del año. Anidan en las cavidades de los árboles, en acantilados, en edificios ocupados o en ruinas y en chimeneas, es decir sitios cuya característica común es que ofrecen protección para el nido. La disponibilidad de sitios de anidación adecuados influye su presencia en una localidad. También anidan en los campanarios de las iglesias, un hecho reportado en verso por el poeta inglés del siglo XVIII William Cowper:
Generalmente una pareja construye el nido colocando palitos en una grieta para formar una plataforma que sirve de base para la construcción del nido. Este comportamiento ha llevado al bloqueo de chimeneas e incluso resultó en nidos cayendo en la chimenea, a veces con las aves. Las plataformas de los nidos pueden alcanzar un tamaño impresionante. Así, John Mason Neale menciona que un «sacristán dio permiso a un empleado a llevarse, para uso propio, todo lo que las grajillas habían puesto en la torre: y una vez se llevó a casa dos carretadas de buena leña, además de una gran cantidad de basura que tiró».  En su obra The Natural History and Antiquities of Selborne (La Historia Natural y Antigüedades de Selborne), Gilbert White señala que las grajillas occidentales anidaron en las grietas debajo de los dinteles de Stonehenge, y describe un ejemplo en el que utiliza una madriguera de conejo como sitio de anidación. En los Países Bajos, desplaza al cárabo (Strix aluco) con respecto a sitios de anidación. También puede utilizar los antiguos sitios de anidación del pito negro (Dryocopus martius) y de la  paloma zurita (Columba oenas). Las colonias de cría pueden supplantar a las de la chova piquirroja, pero a su vez pueden ser expulsados por córvidos más grandes, como la corneja negra, el grajo o la urraca común.
Los nidos son revestidos con lana, pelos, hierba muerta y muchos otros materiales. Los huevos son más claros que los de otros córvidos, y tienen un color azul claro satinado o azul verdoso, con manchas más oscuras que van de marrón oscuro a oliva o gris violeta. El tamaño y peso de los huevos varía ligeramente entre las subespecies; las de la subespecie monedula tienen un promedio de 35,0 x 24,7 mm y 11,1 g, las de la subespecie soemmerringii 34,8 x 25,0 mm y 11,3 g, y las de la subespecie spermologus 35,0 x 25,2 mm y 11,5 g. Por lo general las puestas se componen de 4 o 5 huevos, aunque un estudio eslovaca registró puestas de 2 a 9 huevos. La hembra incuba los huevos durante 17 a 18 días hasta la eclosión. Las crías nacen como polluelos desnudos altriciales, que dependen completamente de los adultos para su alimentación. Abandonan el nido después de 28 a 35 días, y los padres siguen alimentándolos durante otras cuatro semanas.
Los huevos eclosionan de forma asincrónica y la incubación comienza antes de la finalización de la puesta. Esto a menudo conduce a la muerte del último polluelo si la disponibilidad de alimentos es baja, como los padres no suelen gastar mucha energía en la alimentación de un polluelo que tiene poca probabilidad de sobrevivir.  Es muy raro que se produzca una puesta de reemplazo en la ocurrencia de un fracaso de cría.
El críalo europeo (Clamator glandarius) es un parásito de puesta, y existen registros que depositó sus huevos en los nidos de la grajilla occidental en España e Israel. Los nidos son depredados por el cuervo común en España, el cárabo común y la comadreja (Mustela nivalis) en Inglaterra, y la rata parda (Rattus norvegicus) en Finlandia.  En Suecia, la marta (Martes martes) incursioná los nidos aislados, pero tiene menos éxito cuando son parte de una colonia.

### Parásitos y enfermedades
Las grajillas occidentales aprendieron a abrir las tapas de aluminio de las botellas de leche que los lecheros dejaron delante las puertas de las casas en Inglaterra. Como la bacteria Campylobacter jejuni fue encontrada en el pico y la cloaca del ave, existe el riesgo de que la leche se contamine cuando la beben. Esta actividad se vinculó a casos de gastroenteritis Campylobacter en Gateshead, en el noreste de Inglaterra, y llevó el Departamento de Salud a emitir el consejo de no consumir la leche de botellas abiertas por las aves, y recomendar que se tomara medidas para impedir que las aves pudieran abrir las botellas. La grajilla occidental fue también vinculado al brote de una enfermedad gastrointestinal en España que causó varias muertes entre los seres humanos. Durante el post mortem de un ave afectada, se logró aislar un poliomavirus del bazo. Aparentemente la enfermedad fue una coinfección con Salmonella, y el virus recibió provisionalmente el nombre poliomavirus del cuervo (CPyV). Se aislaron bacterias filamentosas segmentadas del intestino delgado de una grajilla occidental, pero se desconoce su papel patogénico.

## Relación con los seres humanos

### Folclore y representaciones culturales

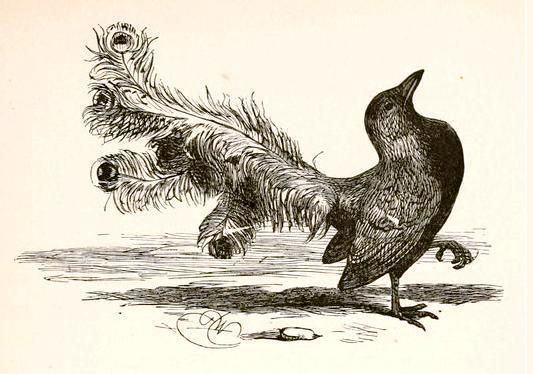
Ilustración de Harrison Weir (1881) de una grajilla vanidosa que lleva las plumas del pavo real, para la fábula «El grajo vanidoso».

En el folclore de Grecia Antigua, se creía que la grajilla occidental podía ser capturada con un plato de aceite por ser una criatura narcisista que caería al mirar su propio reflejo. En las Fábulas de Esopo, la grajilla encarna la vanidad en «El grajo vanidoso», en la que trató de convertirse en el rey de los pájaros, adornándose con las plumas de otras aves, pero se avergonzó cuando estas se cayeron. Otra fábula destaca su estupidez, como la grajilla que se muere de hambre al esperar que maduren los higos en la higuera. Un antiguo adagio griego y romano dice «Los cisnes cantarán cuando las grajillas se callan», lo que significa que las personas educadas o sabias hablarán sólo después de que los necios se vuelven tranquilos. La mítica princesa Arne Sithonis fue sobornada con oro por el rey Minos de Creta, y castigada por su codicia por los dioses que la transformaron en una grajilla igualmente avariciosa, que todavía sigue buscando objetos brillantes.
En su obra poética Amores, el poeta romano Ovidio describe las grajillas como precursores de la lluvia. Plinio menciona que los tesalios, ilirios y lemnios apreciaron las grajillas occidentales porque destruyeron los huevos de saltamontes. Existe también una leyenda que menciona que los vénetos sobornaron las grajilas para evitar que dañen sus cultivos.
En algunas culturas, se cree que una grajilla en el techo predice un nuevo arribo; alternativamente, una grajilla que anida en el techo, o que cae en la chimenea, es considerado un presagio de muerte, y cruzarla sería un presagio de mala suerte. Existe también la creencia que una grajilla en las aspas de una torre de catedral es un presagio de lluvia. El historiador del siglo XII Guillermo de Malmesbury grabó la historia de una mujer que, al oír una grajilla charlando «con más fuerza de lo habitual», palideció temiendo sufrir una «terrible calamidad», y que «el mensajero de su desgracia llegaría aun mientras estaba hablando». Anteriormente la superstición checa sostuvo que al ver a grajillas peleándose, iba a seguir la guerra, y que las grajillas dejaron de construir nidos en Sázava después de haber sido desterrado por San Procopio.
En el folclore galés la grajilla fue considerado un ave sagrada por anidar en los campanarios de iglesias, y se creía que el diablo la rechazaba precisamente por esta razón. Una creencia del siglo XIX en The Fens sostuvo que ver a una grajilla en camino a una boda era un buen augurio para la novia. Las personas nacidas dentro de las murallas de la ciudad de Conwy en el norte de Gales son apodados «Jackdaws» («grajillas») por las grajillas que viven en las murallas. Incluso hubo un Jackdaw Society («Sociedad de Grajillas»), formado en 1976 y disuelto en 2011.
La grajilla aparece en el antiguo escudo la ciudad de Hálych en Ucrania, y se presume que el nombre de la ciudad se deriva de la palabra eslavo oriental para este pájaro. El escritor Milan Kundera señala en su obra El libro de la risa y el olvido (1979) que el padre de Franz Kafka tenía un letrero en frente de su tienda con una grajilla pintada junto a su nombre, ya que «kavka» significa «grajilla» en checo.

### Control de plagas
Como fue considerado una plaga, la grajilla occidental ha sido cazado, aunque no tanto como otros córvidos. A principios de 1500, después de una serie de malas cosechas en Inglaterra, Enrique VIII promulgó el «Vermin Act» (Ley de bichos) en 1532, en el cual «ordenó que se extermine las grajillas, los cuervos y las grajas» («ordeyned to dystroye Choughes (i.e. jackdaws), Crowes and Rokes») para proteger los cultivos de granos de su depredación. La grajilla occidental era notoria, ya que también favoreció las frutas, especialmente las cerezas. La ley de 1532 no se aplicó de manera sistemática, pero Elizabeth I primulgó el Act for the Preservation of Grayne (Ley para la preservación de granos) en 1566, que se aplicó de manera más rigurosa. Por considerarse una amenaza a los cultivos de granos y por su tendencia de anidar en los campanarios, la especie fue cazada hasta mediados del siglo XX, especialmente en el condado de Norfolk. También fue exterminada en las fincas de caza, por depredar los huevos en los nidos de otras aves. Sin embargo, en una tesis de 2003, sobre la opinión pública relativo a los córvidos, Antonia Hereth señala que el naturalista alemán Alfred Brehm consideró la grajilla occidental un pájaro adorable, y no mencionó un impacto negativo de esta especie en la agricultura.
En el Reino Unido, la grajilla occidental es una de las pocas aves que pueden ser atrapadas o utilizadas como señuelo. Las otras especies de plagas que pueden ser controladas por la captura son la corneja negra, el arrendajo, la urraca y el grajo. Una persona autorizada debe cumplir con los requisitos de la Wildlife and Countryside Act 1981 (Ley de la vida silvestre y campo de 1981) y no necesita demostrar que las aves fueron una molestia antes de atraparlas. A partir de 2003 la grajilla occidental ha sido catalogada como una posible especie para la caza dirigida en la Directiva de Aves de la Unión Europea, y las asociaciones de caza alemanes han estado promoviendo la caza de esta especie. En Chipre es permitido matar la grajilla occidental durante la primavera y el verano ya que se cree (erróneamente) que se alimenta de aves de caza.

### Obras citadas
- Cramp, Stanley, ed. (1994). Handbook of the Birds of Europe the Middle East and North Africa, the Birds of the Western Palearctic, Volume VIII: Crows to Finches (en inglés). Oxford, Reino Unido: Oxford: Oxford University Press. ISBN 0-19-854679-3.
- Goodwin, D. (1983). Crows of the World (en inglés). St Lucia, Queensland: Queensland University Press. ISBN 0-7022-1015-3.

## Lectura adicional
- Birding World. Harrop, Andrew (2000). «Identification of Jackdaw forms in northwestern Europe.» (en inglés) v 13. n 7. pp 290–295.